# إدوين جوستوس ماير
إدوين جوستوس ماير (بالإنجليزية: Edwin Justus Mayer)‏ هو كاتب سيناريو أمريكي، ولد في 8 نوفمبر 1896 في نيويورك في الولايات المتحدة، وتوفي بنفس المكان في 11 سبتمبر 1960.

## وصلات خارجية
- إدوين جوستوس ماير على موقع IMDb (الإنجليزية)
- إدوين جوستوس ماير على موقع ألو سيني (الفرنسية)
- إدوين جوستوس ماير على موقع أول موفي (الإنجليزية)
- إدوين جوستوس ماير على موقع قاعدة بيانات برودواي على الإنترنت (الإنجليزية)
- إدوين جوستوس ماير على موقع قاعدة بيانات الأفلام السويدية (السويدية)
- إدوين جوستوس ماير على موقع قاعدة بيانات الفيلم (الإنجليزية)
- إدوين جوستوس ماير على موقع كينوبويسك (الروسية)